# Colletes tomentosus
Colletes tomentosus là một loài Hymenoptera trong họ Colletidae. Loài này được Friese mô tả khoa học năm 1910.